# ムハンマド・カリル
ムハンマド・ビン・アブ・カリル（マレー語: Muhammad bin Abu Khalil、2005年4月11日 - ）は、マレーシアのサッカー選手。ポジションはMF。
Jリーグでの登録名はムハンマド・カリル（Muhammad Khalil）。

## 経歴

### クラブ
モフタル・ダハル・アカデミー出身で、2022年6月にはフランスやルクセンブルクのクラブの練習に参加するメンバーの一人に選出された。しかしこれらのクラブとは契約ならず、2023年にセランゴールFCに加入し、1月にはU-23チームでカップ戦に出場した。同年8月14日にマレーシア・スーパーリーグで出場し、トップチーム初出場を果たした。2024年2月5日には、U-23チームから正式にトップチームへの昇格となった。
2024年7月5日、J3リーグのFC大阪に期限付き移籍で加入。大阪では公式戦の出場なしに終わり、12月31日に期限付き移籍期間満了で退団
。
2025年1月17日、タイ・リーグ1のナコーンパトム・ユナイテッドFCに期限付き移籍。

### 代表
U-19代表として2024 ASEAN U-19男子選手権に参加した他、U-23代表として2023 AFF U-23選手権、AFC U23アジアカップ2024に参加した。

## 個人成績
| 国内大会個人成績 | 国内大会個人成績 | 国内大会個人成績 | 国内大会個人成績 | 国内大会個人成績 | 国内大会個人成績 | 国内大会個人成績 | 国内大会個人成績 | 国内大会個人成績 | 国内大会個人成績 | 国内大会個人成績 | 国内大会個人成績 |  |
| 年度             | クラブ           | 背番号           | リーグ           | リーグ戦         | リーグ戦         | リーグ杯         | リーグ杯         | オープン杯       | オープン杯       | 期間通算         | 期間通算         |  |
| 年度             | クラブ           | 背番号           | リーグ           | 出場             | 得点             | 出場             | 得点             | 出場             | 得点             | 出場             | 得点             |  |
| 日本             | 日本             | 日本             | 日本             | リーグ戦         | リーグ戦         | リーグ杯         | リーグ杯         | 天皇杯           | 天皇杯           | 期間通算         | 期間通算         |  |
| ---------------- | ---------------- | ---------------- | ---------------- | ---------------- | ---------------- | ---------------- | ---------------- | ---------------- | ---------------- | ---------------- | ---------------- |  |
| 2024             | FC大阪           | 99               | J3               |                  |                  | -                | -                | -                | -                |                  |                  |  |
| 通算             | 日本             | 日本             | J3               |                  |                  |                  |                  |                  |                  |                  |                  |  |
| 総通算           |                  |                  |                  |                  |                  |                  |                  |                  |                  |                  |                  |  |